# Хиджаз
Хиджаз (на арабски: ٱلْـحِـجَـاز, al-Ḥijāz – бариера), е историко-географска област в западната част на Арабския полуостров в днешна Саудитска Арабия. Районът носи името си от планините Хиджаз, които разделят региона Наджд на изток от земята Тихама на запад. Той е известен още като „Западна провинция“ На запад граничи с Червено море, на север с Йордания, на изток с Наджд, на юг – с региона Асир. Най-големият град е Джеда, но е много по-известен с ислямските свещени градове Мека и Медина. Като място на двете най-свети места в исляма, Хиджаз има голямо историческо и политическо значение в арабския и ислямския свят.
Исторически, Хиджаз винаги се е считал като отделен от останалата част на Саудитска Арабия. Това е най-населеният регион в Саудитска Арабия;  35% от всички саудитци живеят там. Хиджазкият арабски е най-разпространеният диалект в региона. Саудитският Хиджаз има разнообразен етнически състав. 
Хиджаз е най-космополитният регион на Арабския полуостров Хората от района имат най-ясно изразената идентичност от всички регионални групи в Саудитска Арабия. Тяхната родина и произход ги отчуждават от саудитската държава, което предизвиква различни версии за историята на Арабския полуостров. Например населението на Хиджаз изпитва напрежение във взаимоотношенията си с населението на Наджд. 